# Rácz Vilmos (levéltárnok)
Rácz Vilmos (Kula (Bács-Bodrog megye), 1848. április 4. – Zombor, 1887. augusztus 30.) levéltárnok, közgazdasági előadó.

## Élete
Sok évig volt bács-bodrog megyei gazdasági egyesület titkára, a megye közgazdasági előadója és bizottsági tagja; később városi levéltárnok lett Szabadkán, a Ferenc József-rend lovagja. A mezőgazdaság és ipar érdekében fejtett ki hasznos tevékenységet.
Cikkei a Gazdasági Lapokban (1872. Svájczi levelek, 1873. A borjuk értékesítéséről, A téli takarmányozás kiszámítása, A nemzet gazdasági érdeme, 1874. A belgiumi sertéstenyészts); a Borászeti Füzetekben (1872. A szőlősárgaság); a Természetben (1872. Vad marha, Bos urus, Bos bizon, 1873. A föld összes termelése, 1875. Adatok Svájczról); a Gyakorlati Mezőgazdában (1873. A szőlő apró ellenségei); a Nemzetgazdasági Szemlében (IX. A kender nemzetgazdaságunkban); ezen kívül sok cikket írt a vármegyei lapokba.

## Munkái
- Cultur és munka. Pest, 1873. (Nyomatott Zürichben.)
- Hazánk művelődési érdekeihez. Vonalok. Bpest, 1875.
- Bács-Bodrogmegye mezőgazdasági viszonyainak felvétele. A gazdasági egyesület programja. Szakosztályok szervezése. Közlemények a megyei gazdasági egyesület nyári közgyűlése alkalmára. Uo. 1879.
- Közgazdasági viszonyok a Bácskában. Szabadka, 1884.
- A kender nemzetgazdaságunkban. Bpest, 1884. (Ism. Nemzetgazdasági Szemle 1885.)
- A búza a nemzetközi piaczon. A búza termelése és forgalma, különös tekintettel a magyar búzára. Uo. 1885.
- Növénytermelési viszonyaink a Bácskában. Zombor, 1887. (Különnyomat).

Szerkesztette a Szabadkai Közlönyt másfél évig a kiadó neve alatt.